# Zora parallela
Zora parallela – gatunek pająka z rodziny trawnikowcowatych.

## Taksonomia
Gatunek ten opisany został po raz pierwszy w 1878 roku przez Eugène’a Simona.

## Morfologia
Samce osiągają od 3,1 do 4,2 mm długości ciała przy karapaksie długości od 1,6 do 2 mm i szerokości od 1,4 do 1,5 mm, natomiast samice osiągają od 4,5 do 5,7 mm długości ciała przy karapaksie długości od 2,2 do 2,3 mm i szerokości między 1,6 a 1,7 mm.
Ubarwienie karapaksu jest jasnożółtawe z brązowawym i niewyraźnym obrzeżeniem krawędzi, ciemnymi liniami rozchodzącymi się promieniście z jamki oraz parą biorących początek za oczami pary tylno-bocznej, rudobrązowych przepasek podłużnych o szerokości takiej samej jak jasne pasma tła po ich bokach. Czarno obwiedzione oczy leżą blisko siebie i mają prawie identyczne rozmiary. Nadustek nie odbiega wysokością od średnicy oczu pary przednio-środkowej. Szczękoczułki są jasnożółtawe z szarawo przyciemnionym przodem. Rudobrązowe kropki na jasnożółtym sternum obecne są przy biodrach. Odnóża są żółtawobrązowe z ciemnymi paskami na udach oraz ciemnorudymi goleniami i nadstopiami dwóch początkowych par. Kolejność par odnóży od najdłuższej do najkrótszej to: IV, I, II, III. Czwarta para u samca odznacza się cienkimi włoskami na biodrach. Opistosoma (odwłok) ma wierzch jasnożółtawobrązowy z trzema wyraźnymi, ciemnorudobrązowymi, wąskimi paskami podłużnymi, z których środkowy rozjaśnia się na przedzie.
Płytka płciowa samicy ma małą bruzdę, niewielki przedsionek z niemal kolistą, otwartą od tyłu krawędzią, serpentynowate przewody kopulacyjne i jajowate zbiorniki nasienne. Nogogłaszczki samca cechują się osadzoną na goleni wierzchołkowo apofizą retrolateralną o małym i spiczastym szczycie, osadzoną tylno-bocznie i S-kształtnie wykrzywioną w widoku bocznym apofyzą medialną oraz długim i nitkowatym embolusem.

## Ekologia i występowanie
Pająk ten zasiedla mokradła. Aktywne osobniki dorosłe obserwowane są od maja do sierpnia.
Gatunek palearktyczny, znany z Portugalii, Hiszpanii, Francji, Niemiec, Szwajcarii, Włoch, Szwecji, Finlandii, Czech, Słowacji, Węgier, Ukrainy, Słowenii, Serbii, Bułgarii, Albanii, Macedonii Północnej, Grecji oraz europejskiej i dalekowschodniej części Rosji.